# 気管支鏡

気管支鏡（きかんしきょう）は、気管および気管支に挿入する内視鏡の一種（英: Bronchoscope）、またはそれを用いる手技（英: Bronchoscopy）。気管支鏡を用いて気道病変に対して行う治療行為全般は気管支鏡インターベンション（英: Interventional Broncoscopy）と呼ばれる。

## 歴史
1897年にベルリン大学教授グスタフ・キリアン (英語版) によって硬性鏡（英: Rigid Bronchoscope）を用いて最初に行われた。
1907年に京都帝国大学福岡医科大学 (現在の九州大学) の久保猪之吉が日本初の食道直達鏡を行った。久保は1903年の留学中にキリアンの下で気管支鏡検査法を学ぶ。
1966年に国立がんセンターの池田茂人（いけだ しげと）によって軟性鏡（英: Flexible Bronchoscope）が開発された。

## 適応
- 症状
  - 血痰、喀血
  - 胸部X線写真、胸部CTで異常が認められる。
  - 咳嗽
  - 呼吸困難
- 疾患
  - 肺癌
  - 肺結核
  - 間質性肺炎
  - 肺胞蛋白症
  - サルコイドーシス
  - 多発血管炎性肉芽腫症
  - 肺リンパ脈管筋腫症

## 種類
器具としては硬性鏡と軟性鏡の2つに大分される。
- 硬性鏡

腹腔鏡や胸腔鏡と同様の曲がらない金属の筒。視認性や、鉗子などの器具の操作性に優れる。シリコンステント留置や、軟性鏡では困難な処置などに使用される。全身麻酔下に施行されるが、硬性鏡は太すぎるため、気管チューブと同時には挿入できない。それゆえ麻酔器は気管支鏡に接続され、気管支鏡を通じて人工呼吸を行う。診断には後述の軟性鏡が使用される。
- 軟性鏡

直径約5mmの柔軟な管。一般的に気管支鏡とはこちらを指す。手元の操作によって先端が屈曲する。硬性鏡が届かない気管支の末梢の観察や、気管挿管の補助のほか、ステント留置などの処置にも使用できる。グラスファイバーを通して接眼レンズから気管支を観察するファイバースコープと、先端にカメラが付いており映像を外部ディスプレイに映し出すビデオスコープがある。
気管支鏡の中には、以下の特殊な検査を行うための機能を備えたものもある。
- 蛍光気管支鏡（AFB：Autofluorescence Bronchoscopy）

特定の波長の光を正常な気管支粘膜に照射すると自家蛍光を発するが、癌などの病変のある部位は自家蛍光が弱い。この波長の光を気管支鏡検査に利用することで、通常の白色光による検査では認識が困難な病変を発見することができる。
- 気管支腔内超音波断層法（EBUS：endobronchial ultrasonography）

先端に小型の超音波プローブが付いた気管支鏡を用いて気管支内から超音波検査を行う。腫瘍の深達度や肺の末梢の病変などを観察できる。

## 手技
現在は軟性鏡を主として用いる。背臥位の患者の口腔または鼻腔から気管支鏡を挿入し、咽頭、喉頭を過ぎ、声帯を視認しつつ気管支鏡の先端を気管へ進める。 その後、主気管を経て気管支へと進め、各区域を検査する。出血や気管支壁に病変があれば、生検や吸引採取を目視しながら施行する（肺癌が気管支壁に都合良く顔を出していることは多くはない）。
気道に異物が入ると強い苦痛を伴う激しい咳が起こるため、検査の前には麻酔を行う。気管支鏡検査の際、患者には麻酔薬（リドカインなど）、鎮咳薬（リン酸コデインなど）、鎮静剤および気道分泌抑制のための薬物（硫酸アトロピンなど）の投与が行われる（欧米ではミダゾラムやプロポフォールなども用いられる。フェンタニルとミダゾラムを併用することで安全かつ苦痛が軽減されるとも報告されている) 。麻酔を深くするほど苦痛が少なく、安全に検査を行える反面、コストや回復に要する時間も大きくなる。
検査中はバイタルサインを常にチェックする必要がある。
気道病変以外に対しても気管支鏡は様々な状況で使用される。手術室、ICU、透視室、または気道確保を要する一般病室などである。気管内挿管を施行された患者に行われる場合、内視鏡は気管チューブ内を通って進入する。

## 検査
検体を採取する検査としては以下の種類がある。
- 経気管支肺生検（TBLB：transbronchial lung biopsy）

気管支鏡を用いてX線透視下に生検を行う検査。CTや胸部レントゲン写真で肺癌や間質性肺炎などが疑われる場合に施行する。該当する区域へ気管支鏡を先進させ、ブラシや生検鉗子を鉗子孔からX線透視下に病変部まで先進させ検体を採取する。
合併症として臓側胸膜を損傷することによる気胸の発生があり、これを防ぐために透視下で生検用鉗子が胸膜に到達していないことを確認しながら検査を行う。そのため、びまん性肺疾患（間質性肺炎など）に対しては正面の透視で胸膜との位置関係が確認できるB3a、B4a、B8aなどの気管支から生検を行うことが多い。その他の合併症として出血がある。通常は自然に止血されるが、大量の出血をきたす場合はアドレナリン、トロンビンの散布が行われることがある。それでも止血できない時は、出血した肺を下にして健側に気管内挿管をおこない気道を確保する。
- 気管支肺胞洗浄（BAL：bronchoalveolar lavage）

気管支鏡を用いて気管支内を洗浄し、回収した洗浄液を分析する検査。びまん性肺疾患の診断のためにTBLBと併用して行うことが多い。通常、気管支鏡を気管支に押し当てて、区域を閉鎖し、生理食塩水を右中葉など回収しやすい部位（仰臥位の場合）に注入した後、陰圧をかけて回収する。細胞数、細胞種類およびその比率、リンパ球表面マーカーなどを調べることで診断に有用な情報が得られる。肺胞出血、肺胞蛋白症においては、BALにより確定診断が得られる。
- 擦過細胞診

気道内の細胞をブラシで擦り取って採取し、細胞診を行う。
- 針生検

気道近くの病変に針を刺して細胞を採取し、細胞診を行う。

## 治療
以下のような治療が気管支鏡を用いて行われる。
- 気道異物の除去

ピーナッツや差し歯など、気管支にまで入り込んだ小さな異物を安全に除去するために用いる。
- 気道ステント留置

他の治療で効果が得られない気道狭窄や瘻孔に対しステントを留置することで呼吸機能を保つ。シリコンステントと金属ステント、また、両方の特性を併せ持つハイブリッドステントがある。
- 高周波スネア

気道内の腫瘍の切除に用いる。スネアと呼ばれる投げ縄型の器具を腫瘍にかけ、高周波によって気道から切除する。

## 合併症
気管支鏡の手技により以下のような合併症が生じる可能性がある。
- 気胸
- 局所麻酔薬中毒
- 出血
- 発熱

## 関連
- 内視鏡